# Anstisia rosea
Az Anstisia rosea a kétéltűek (Amphibia) osztályának békák (Anura) rendjébe, a Myobatrachidae családba, azon belül a Geocrinia nembe tartozó faj.

## Előfordulása
Ausztrália endemikus faja. Nyugat-Ausztrália délnyugati szegletében honos. Elterjedési területének mérete körülbelül 2300 km².

## Megjelenése
Apró termetű békafaj, testhossza elérheti a 25 mm-t. Háta barna vagy fekete, rajta egy kantáros nadrág alakú mintázattal, amely csak akkor látható, ha a hát világosabb barna, a szemek között kezdődik, a hát közepén kettéválik, és a hát alsó részén két pontra keskenyedik. A felső ajak és az oldala néha rózsaszínű. A hasa rózsaszínű, a hímek torka fekete. Pupillája vízszintes elhelyezkedésű, a szivárványhártya aranyszínű. A lábakon néha sötét vízszintes sávok vannak. Ujjai között nincs úszóhártya, ujjai végén nincsenek korongok.

## Életmódja
Tavasztól nyárig szaporodik. A nőstény 26–32 petéjét kis csomókban rakja le a szárazföldön, nedves talajüregekbe, lombhulladékba vagy rothadó rönkök belsejébe, patakok és mocsarak közelében. Az ebihalak testhossza elérheti az 1,5 cm-t, szürkésbarna színűek, fémes, élénk kék foltokkal. Soha nem úsznak a vízben, ehelyett az áttört petezselében fejlődnek, és kizárólag szikanyaggal táplálkoznak. Legalább két hónapig tart, amíg békává fejlődnek.

## Természetvédelmi helyzete
A vörös lista a nem fenyegetett fajok között tartja nyilván. Populációja stabil, több védett területen is megtalálható.